# Jessica Rizzo
Pour les articles homonymes, voir Rizzo.
Jessica Rizzo est une actrice pornographique, une comédienne de théâtre et une entrepreneuse italienne.

## Vie et carrière
Rizzo commence sa carrière en tant que chanteuse, en se produisant souvent avec son mari Marco Toto à la guitare,.
En 1989, le couple joue dans le film pornographique Giochi bestiali in famiglia (Jeux bestiaux en famille). Ils avaient déjà fait de la pornographie amateur mais avec le visage masqué. Le film de 1989 a fait sensation dans leur ville natale, attirant l'attention de la presse italienne et lançant la carrière de Rizzo.
Rizzo est ensuite apparue dans de nombreux films pornographiques, dont des films avec Gerard Damiano.
Elle a fondé la société Jessica Rizzo Communications, qui produit des vidéos amateurs. Elle travaille à la fois comme metteur en scène et interprète pour sa compagnie. Elle a également créé ses propres lignes de lingerie et de parfum.
Rizzo travaille également comme comédienne de théâtre, ayant fait ses débuts au théâtre en 1995 dans Il nulla de Dario D'Ambrosi. En 2003, elle est dirigée par Arnolfo Petri dans le Caligula d'Albert Camus.
En 2011, Rizzo et Toto ont été impliqués dans une affaire d'évasion fiscale pour avoir prétendument éludé environ 16 millions d'euros.

## Filmographie

### Actrice
- Gilda Cocktail (1989)
- Giochi bestiali in famiglia (1990)
- Inside Napoli 1 (1990)
- Acchiappa cazzi (1991)
- Giochi di coppia (1991)
- Sposa rotta in culo (1991)
- Assatanate del sesso (1992)
- Baby nata per godere (1992)
- Eccitazione fatale (1992)
- Zia... molto disponibile (1992)
- Giochi di sesso (1993)
- Massaggi anali (1993)
- Con mia moglie si fa tutto... (1994)
- Affari e peccati anali (1995)
- Triple X 17 (1996)
- Esercizi anali in palestra (1997)
- Sextament (1997)
- E adesso vacanze di sesso (1998)
- Macellaia (1998)
- Collezionista di cazzi (1999)
- Hot Shots of Angelica Bella (1999)
- Dottoressa del pisello (2000)
- Grande sorella (2000)
- Jessica e gli incontri anali di coppie italiane 1 (2000)
- Monaca di Monza (2000)
- Postina (2000)
- Prete e la peccatrice (2000)
- Regina del sesso (2000)
- Signora... il trans... e il travestito (2000)
- Confessioni della grande sorella (2001)
- Festa col nano (2001)
- Infermiera dal clistere facile (2001)
- Ingoio per la signora in Rolls (2001)
- Italians Gigolo 2 (2001)
- Italians Gigolo 3 (2001)
- A spasso nel tempo (2002)
- Carne nera per la signora Rizzo (2002)
- Gole profonde (2002)
- Incesti anali di sorelle e cugine (2002)
- Sodoma e Gomorra (2002)
- Amiche porcelle di Jessica (2003)
- Buchi esauriti per cazzi in calore (2003)
- Moglie del siciliano (2003)
- Rotteinculo di Jessica (2004)
- Mia moglie è una gran porca (2005)
- Troiette X cazzo (2005)
- Voglia nel culo (2005)
- Doppie emozioni 1 (2006)
- Doppie emozioni 2 (2006)
- Padrona (2006)
- Aprimi (2007)
- Cazzo incredibile X un culo insaziabile (2007)
- Grande ammucchiata (2007)
- Segretaria tuttofare (2007)
- Vieni a prendere il caffè da me (2007)
- Demonia (2008)
- Fottimi e di cazzi saziami (2008)

### Réalisatrice
- Esercizi anali in palestra (1997)
- E adesso vacanze di sesso (1998)
- Collezionista di cazzi (1999)
- Grande sorella (2000)
- Jessica e gli incontri anali di coppie italiane 1 (2000)
- Postina (2000)
- Prete e la peccatrice (2000)
- Regina del sesso (2000)
- Signora... il trans... e il travestito (2000)
- Festa col nano (2001)
- Infermiera dal clistere facile (2001)
- Ingoio per la signora in Rolls (2001)
- Italians Gigolo 1 (2001)
- Italians Gigolo 2 (2001)
- Italians Gigolo 3 (2001)
- A spasso nel tempo (2002)
- Carne nera per la signora Rizzo (2002)
- Gole profonde (2002)
- Incesti anali di sorelle e cugine (2002)
- Sodoma e Gomorra (2002)
- Amiche porcelle di Jessica (2003)
- Buchi esauriti per cazzi in calore (2003)
- Moglie del siciliano (2003)
- Rotteinculo di Jessica (2004)
- Mia moglie è una gran porca (2005)
- Troiette X cazzo (2005)
- Voglia nel culo (2005)
- Padrona (2006)
- Aprimi (2007)
- Cazzo incredibile X un culo insaziabile (2007)
- Grande ammucchiata (2007)
- Miei primi orgasmi (2007)
- Profondo Anal (2007)
- Segretaria tuttofare (2007)
- Vieni a prendere il caffè da me (2007)
- Demonia (2008)
- Fottimi e di cazzi saziami (2008)
- Provini del cazzo (2008)
- Sesso pericoloso (2008)